# General Hoyt S. Vandenberg
Die USNS General Hoyt S. Vandenberg ist ein US-amerikanisches Kriegsschiff aus dem Zweiten Weltkrieg. Es wurde 2009 versenkt und dient seitdem als künstliches Riff.

## Militärgeschichte
Unter dem Namen General Harry Taylor diente das Schiff während und bis 1950 nach dem Zweiten Weltkrieg zuerst als Fähre, später als Truppentransporter der US-Armee. Danach wurde es als Reserve gehalten und 1958 schließlich außer Dienst gestellt.
Am 15. Juni 1961 wurde es dann reaktiviert, zunächst der US Air Force übergeben und am 11. Juni 1963 umbenannt und umklassifiziert zu USAFS General Hoyt S. Vandenberg. Ab 1964 wurde es dann bei der Navy als United States Naval Ship mit der Bezeichnung USNS General Hoyt S. Vandenberg als Bahnverfolgungsschiff unter anderem bei der Beobachtung der Raketen des Mercury-, Gemini- und Apollo-Programms eingesetzt. Benannt wurde es nach dem einstigen Chef der CIA – passend zum Einsatzgebiet der Vandenberg als Raketen-Beobachtungsschiff im Kalten Krieg. 1983 wurde es außer Dienst gestellt und 1993 aus dem Inventar gestrichen.

## Nichtmilitärische Nutzung
1999 gelangte das Schiff dann zu Weltruhm: Im Science-Fiction-Action-Horrorthriller „Virus – Schiff ohne Wiederkehr“ stellte es das russische Militärforschungsschiff „Akademik Vladislav Volkov“ dar. Der weiße Farbanstrich und die kyrillische Beschriftung, die ihr damals verpasst wurden, bestimmen seitdem das Äußere des Wracks.

## Wrack

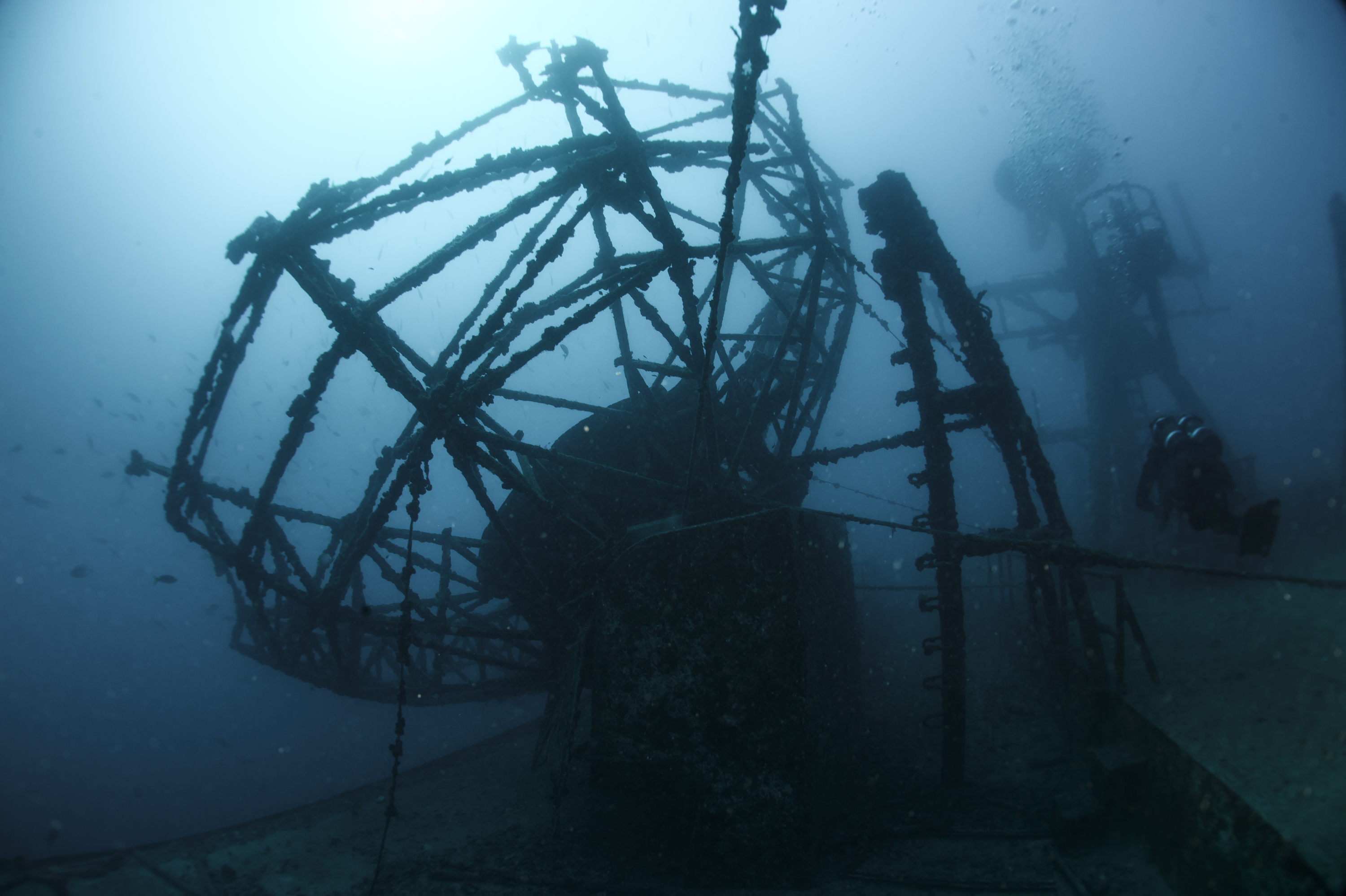
Taucher am Wrack des Schiffes

Die General Hoyt S. Vandenberg wurde am 27. Mai 2009 als künstliches Riff in Florida versenkt – als Teil der Artificial Reefs of the Keys (ARK). Durch Verwendung explosiver Ladungen sank das Schiff wie vorgesehen binnen zwei Minuten. Die General Hoyt S. Vandenberg ist ein von Tauchern gut besuchter Tauchplatz innerhalb des sogenannten Florida-Wreck-Trails inmitten des Nationalparks Florida Keys Marine Sanctuary. Es handelt sich dabei um das zweitgrößte zu diesem Zweck absichtlich versenkte Schiff nach dem Flugzeugträger Oriskany.